# كامبو فريو (ولبة)
بلدية كامبو فريو (بالإسبانية: Campofrío) هي بلدية تقع في مقاطعة ولبة التابعة لمنطقة أندلوسيا جنوب إسبانيا.

## الديموغرافيا
بلغ عدد سكان بلدية كامبو فريو 811 نسمة عام 2011 (وفقاً للمعهد الوطني الإسباني للإحصاء).
| 871 | 861 | 834 | 810 | 799 | 808 | 811 |